# Centro regionale Sant'Alessio - Margherita di Savoia per i ciechi

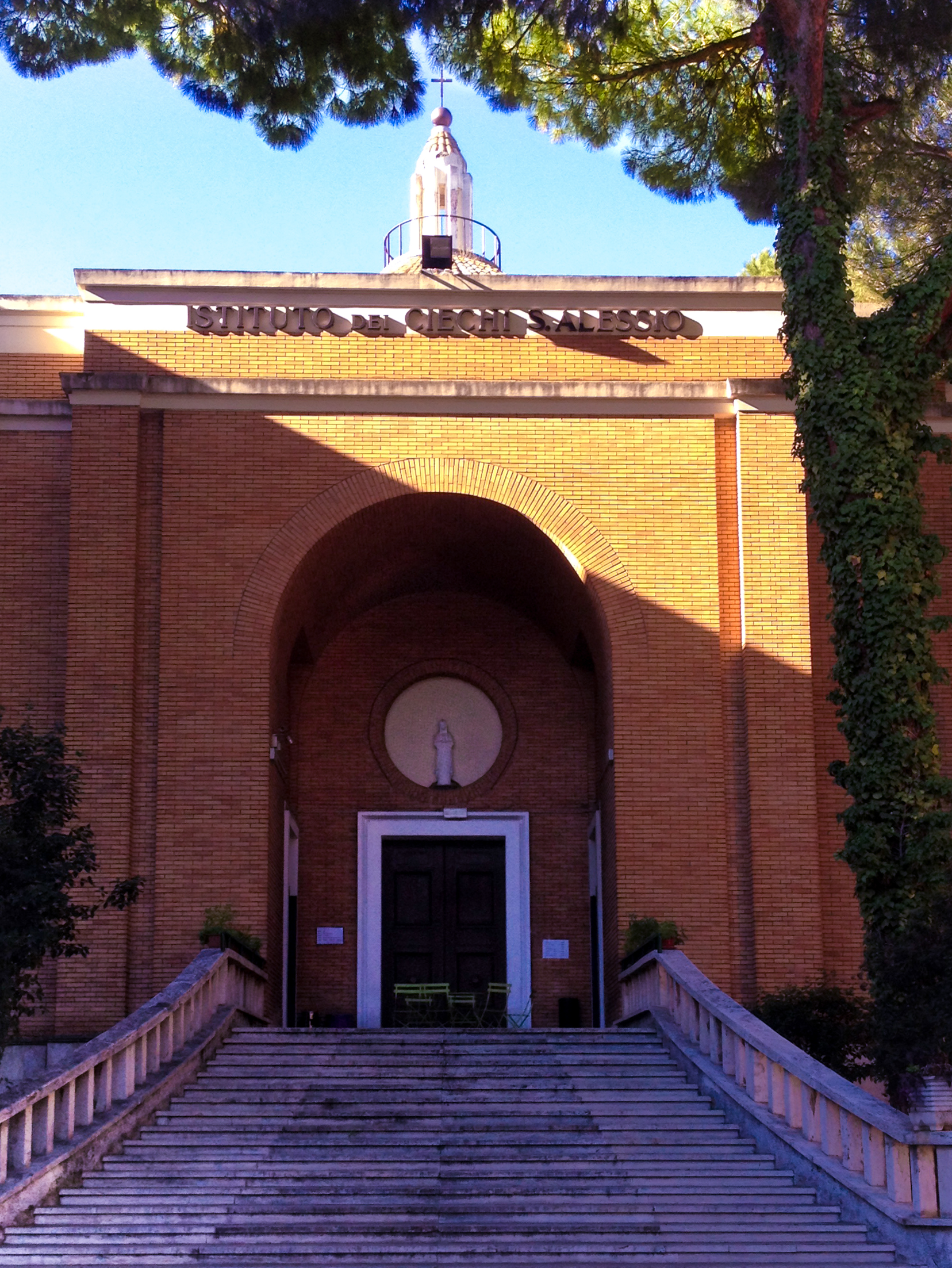
L'ingresso dell'Ipab Sant'Alessio a Roma

L'Azienda di Servizi alla Persona disabile visiva S. Alessio - Margherita di Savoia è una storica Istituzione che, fin dalla seconda metà dell'Ottocento, svolge attività riabilitative ed educative per ciechi e ipovedenti, anche con disabilità aggiuntive.

## Descrizione
Accreditato presso il Sistema Sanitario Nazionale, il Sant'Alessio si occupa dell'abilitazione, riabilitazione, educazione, assistenza scolastica, formazione professionale, inclusione sociale delle persone con disabilità visiva, anche complessa.
Il Sant'Alessio è un Centro specializzato nel trattamento dell’ipovisione dell’adulto e del bambino.
La sede principale si trova a Roma, a Tormarancia, in viale C. T. Odescalchi 38, in un monumentale edificio costruito nel 1941, circondato da un parco di un ettaro e mezzo. Centri territoriali del Sant'Alessio sono attivi a Latina e a Frosinone.
Il Sant'Alessio è anche Centro di Formazione accreditato dalla Regione Lazio.

## La storia
L'Asp S. Alessio - Margherita di Savoia, nasce dalla fusione di due Istituti per ciechi, fondati a Roma nella seconda metà dell'Ottocento: l'Istituto dei ciechi di Sant'Alessio e l'Ospizio Margherita di Savoia per i ciechi di Roma.
L'Istituto dei ciechi di Sant'Alessio fu fondato nel 1868 presso la Basilica di S. Alessio da alcuni privati cittadini, per volontà di Pio IX, con l'obiettivo di servire «pel ricovero e per la educazione de' poveri fanciulli ciechi dello Stato Pontificio», recita il documento ufficiale pubblicato sul Giornale di Roma il 26 febbraio di quell'anno. A un anno di distanza dalla fondazione, il 20 giugno 1869, il Sant'Alessio fu dunque riconosciuto anche con ordinanza del Ministero dell'Interno.
Affidato ai padri Somaschi, rappresentò la prima scuola per ciechi, in cui i ragazzi non vedenti venivano formati con il metodo Braille sia nelle materie letterarie che in quelle musicali.
Nel 1890 il Sant’Alessio fu riconosciuto come Ente morale e classificato come IPAB, ovvero "Istituzione Pubblica di Assistenza e Beneficenza".
Il 12 maggio 2020 (Bollettino ufficiale Regione Lazio n.61) è stata formalizzata la trasformazione in Asp, Azienda di Servizi alla Persona disabile visiva della vecchia Ipab "Centro Regionale S. Alessio - Margherita di Savoia per i ciechi".
Il percorso verso la modernità dell'Istituto comincia nella seconda metà del Novecento, quando all'interno del comprensorio del Sant’Alessio fu aperta una sezione del Conservatorio di Santa Cecilia, presso la quale si formarono intere generazioni di musicisti non vedenti. In quegli anni, nello stesso Istituto, fu realizzato un convitto per studenti e fu aperta una scuola media pubblica frequentata sia da studenti vedenti che da alunni con disabilità visiva. Alla fine degli anni ottanta del Novecento, poi, vi fu un ulteriore rafforzamento delle attività formative, quando – in applicazione della legge sul collocamento obbligatorio dei centralinisti telefonici - l'Istituto promosse nella propria sede un corso di formazione professionale per centralinisti, grazie al quale decine di giovani non vedenti e ipovedenti trovarono una soddisfacente collocazione nel mondo del lavoro.
Nel 1875 la Regina Margherita di Savoia fondò "L'ospizio Margherita di Savoia per i Poveri Ciechi", sovvenzionato con lasciti ed eredità di nobili famiglie legate alla casa reale, eretto in ente morale mediante con il R.D. 18 aprile 1875 che ne approvò il primo statuto, modificato successivamente con R.D. 16 febbraio 1879.
Solo con la Legge n. 502 dell’11 luglio 1907 Provvedimenti per la città di Roma all'art. 34, si provvede ad inserire nel bilancio del Ministero dell'Interno per l'esercizio 1906-1907 «l'assegnazione straordinaria di 210,000£ da destinarsi all'acquisto e all'adattamento di una nuova sede per l'istituto dei ciechi (Margherita di Savoia) in Roma».
È quindi probabile che in questa data viene designato il Casale di Papa Pio V, storica residenza estiva del Pontefice situata nel quartiere Aurelio, quale sede dell'Istituto e ne cambiò la destinazione d'uso in "Ospizio per i poveri ciechi", allo scopo di dare ospitalità e protezione a donne prive della vista e senza mezzi.
Nel 1912, accanto alla residenza per le donne non vedenti, presso il Margherita di Savoia, l'insegnante di filosofia non vedente Augusto Romagnoli, su incarico dalla Regina, aprì una scuola, frequentata dalle giovani residenti nell'Ospizio, che poi, con il R.D 2483 del 1925, divenne la Scuola di Metodo per gli educatori dei ciechi, fino alla sua trasformazione, nel 1960, in "Istituto Statale A. Romagnoli di specializzazione per gli educatori dei minorati della vista". L'Istituto, che comprendeva scuole materne, elementari, medie e il convitto, diede la possibilità agli studenti non vedenti di assolvere all’obbligo scolastico, istituito con la L.1734/601.
Dal 2016 tutto il comprensorio dell'antico Ospizio Margherita di Savoia, è sede dell'Università Link Campus.
In seguito alla fusione dei due Istituti, il moderno Centro Regionale Sant’Alessio - Margherita di Savoia per i ciechi, ha avviato un percorso volto, in particolare all'abilitazione delle persone non vedenti. Oggi, il Sant'Alessio fornisce servizi mirati a potenziare le abilità dei disabili visivi e la loro autonomia, allo scopo di favorire il più possibile l'inclusione sociale, scolastica e lavorativa delle persone non vedenti o ipovedenti, anche con disabilità aggiuntive. Abilitazione e riabilitazione sono le attività svolte anche dagli ospiti della Residenza, attiva nella sede romana del Sant'Alessio, che accoglie in via temporanea disabili visivi in condizioni di necessità.
Il 31 Marzo 2017 Papa Francesco ha visitato la sede romana del Centro, nell'ambito dei “Venerdì della Misericordia”, visite private che il Pontefice ha svolto durante l'anno del Giubileo della Misericordia.
Dal 2013, grazie alla collaborazione con Luca Pancalli, presidente del Comitato Italiano Paralimpico, e con l'atleta Daniele Cassioli, pluricampione mondiale di sci nautico non vedente dalla nascita, il Sant'Alessio ha potuto sviluppare una serie di iniziative per l'inclusione sociale dei bambini e delle persone non vedenti attraverso lo sport.

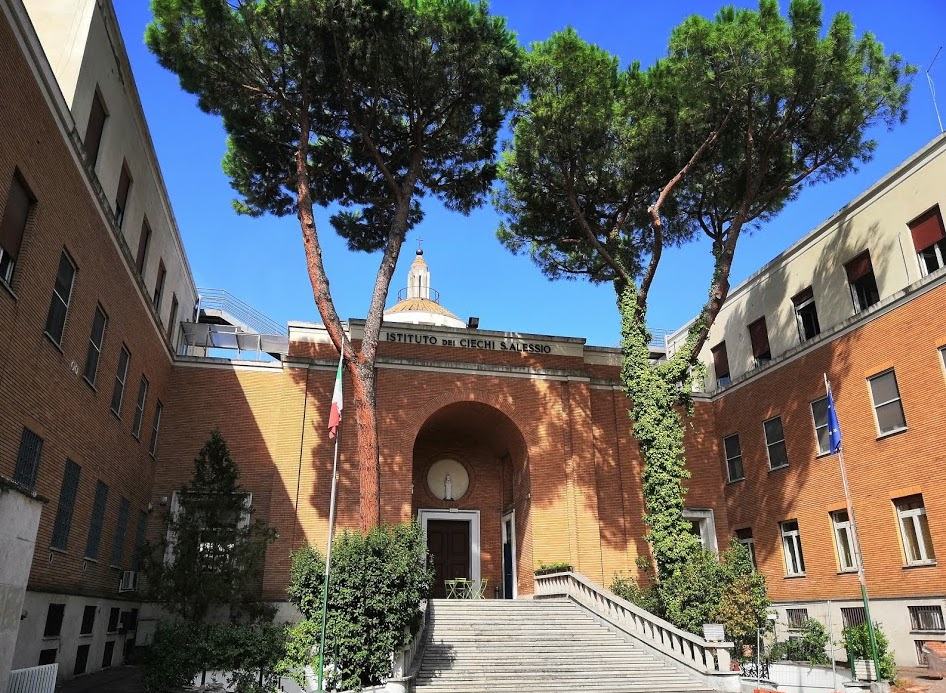
Il Centro Regionale Sant'Alessio a Roma

Il 18 luglio 2018, il governatore della Regione Lazio, Nicola Zingaretti, ha confermato alla guida del Centro Regionale Sant'Alessio Amedeo Piva, già nominato presidente nel 2013. Per la prima volta, così, all'Ipab viene garantita continuità amministrativa: nei precedenti 12 anni, infatti, dal 2001 al 2013, si erano avvicendati alla guida dell’Ente ben 12 tra presidenti e commissari. 
In occasione dei 150 anni dalla fondazione del Sant'Alessio, nel dicembre 2018, è stato pubblicato da Palombi editori e Musa Comunicazione il volume Vedere Oltre - Storia dell'Istituto S. Alessio che ricostruisce la storia di questa antica Istituzione attraverso le testimonianze documentali e fotografiche conservate negli archivi dell'Ente.
Il 6 febbraio 2019, con l’approvazione in Consiglio regionale del Lazio del testo unificato su "Riordino delle istituzioni pubbliche di assistenza e beneficenza (Ipab) e disciplina delle Aziende pubbliche di servizi alla persona (Asp)", il Centro Regionale Sant’Alessio ha avviato il percorso di trasformazione in Asp che si è concluso il 12 maggio 2020. 